# Benjamín Herrera
Benjamín Herrera Cortés, né le 18 octobre 1853 à Cali et mort le 29 février 1924 à Bogotá, fut un militaire et homme politique colombien. Il fut chef du parti libéral colombien, candidat à la Présidence de la République en 1922 et fondateur de l'Univeristé libre (es) de Colombie.